# کازوکی کوزوکا
کازوکی کوزوکا (انگلیسی: Kazuki Kozuka؛ زادهٔ ۲ اوت ۱۹۹۴) بازیکن فوتبال اهل ژاپن است.
از باشگاه‌هایی که در آن بازی کرده‌است می‌توان به باشگاه فوتبال آلبیرکس نیگاتا اشاره کرد.
وی همچنین در تیم ملی فوتبال زیر ۲۰ سال ژاپن بازی کرده‌است.